# Lorenzo Lollo
Lorenzo Lollo (* 8. Dezember 1990 in Carrara) ist ein italienischer Fußballspieler. Der Mittelfeldspieler steht aktuell beim FC Empoli unter Vertrag.

## Karriere
Lollo verbrachte den Großteil seiner Juniorenzeit bei Spezia Calcio, ehe er ein Jahr vor Ende dieser zur AC Florenz wechselte. Mit dem Eintritt in den Herren-Bereich kehrte er jedoch nach Spezia zurück und rückte in den Kader der Aquilotti auf. Seine ersten Einsätze erhielt er während der Viertligasaison 2009/10, an dessen Ende man sich in den Play-offs durchsetzte und in die Lega Pro Prima Divisione aufstieg. Die Folgesaison in der dritthöchsten Spielklasse schloss man als Sechster ab.
In der Drittligasaison 2011/12 konnte Lollo mit der Mannschaft zahlreiche Erfolge feiern. Nach der Meisterschaft in der Lega Pro Prima Divisione folgten noch die Titel der Coppa Italia Lega Pro und der Supercoppa Italia Lega Pro Prima Divisione sowie der mit der Meisterschaft verbundene Aufstieg in die Serie B. Nach einer weiteren Saison bei Spezia, die man im gesicherten Mittelfeld beendete, lieh der Aufsteiger FC Carpi Lollo für die Saison 2013/14 aus. Lollo kehrte nach der Spielzeit, in der zum Stamm der Mannschaft gehörte zunächst zu Spezia zurück. Später konnten sich die Vereine jedoch auf eine Ablöse verständigen, sodass Lollo zur Saison 2014/15 fest zum FC Carpi wechselte. In dieser Spielzeit wurde er zusammen mit der Mannschaft Meister der Serie B und stieg damit in die Serie A auf. Sein erstes Spiel in der höchsten italienischen Spielklasse absolvierte er am 30. August 2015 bei der 1:2-Niederlage gegen Inter Mailand.
Im Sommer 2017 wechselte Lollo auf Leihbasis zum FC Empoli, der ihn im Sommer 2018 fest verpflichtet.

## Erfolge
- Aufstieg in die Lega Pro Prima Divisione: 2009/10
- Meister der Lega Pro Prima Divisione: 2011/12
- Sieger der Coppa Italia Lega Pro: 2011/12
- Sieger der Supercoppa Italia Lega Pro Prima Divisione: 2011/12
- Italienischer Zweitligameister: 2014/15